# Dominik Tatarka
Dominik Tatarka (seudónimo: tak, Vasil) (Plevník-Drienové 14 de marzo de 1913  – Bratislava, 10 de mayo de 1989) fue prosista, ensayista y publicista eslovaco. Es considerado uno de los prosistas eslovacos más importantes del siglo XX. Fue igualmente un personaje significante de la literatura oposicionista y disidente. Su vida y su obra representan la oposición contra el clericalismo y el fascismo de la República eslovaca durante los años 1939-1945 en primer lugar, y contra la ocupación y la infracción de los derechos humanos fundamentales después de 1968 en segundo lugar.

## Currículo
Nació como penúltimo de siete hijos y el único hijo en Drienové (ahora Plevník – Drienové). Su familia vivía en una casa decrépita de un campesino a quien ayudaron. Cuando Tatarka tenía un año, su padre tuvo que hacer el servicio militar en Trenčín y después estuvo en el frente ruso. A su padre, le vio solo una vez porque murió en la guerra y Tatarka ni siquiera tuvo una fotografía de él.Su madre tenía bastante dinero y por lo tanto, compró una nueva casa en que vivieron hasta 1933. Tatarka tuvo una relación muy estrecha con ella. 
Tatarka estudió la escuela primaria en Plevník; el instituto lo comenzó en Nitra y lo terminó en 1934 en Checoslovaquia, en Trenčín. El primero de los cuentos de la colección V úzkosti hľadania – Rozprávka o prichádzajúcej jari fue creado en Trenčín. Tatarka, que tenía 8 años, lo escribió como tarea mensual que su profesora le devolvió porque, en su opinión, no cumplía los requisitos.
Después estudió en la Facultad de Filosofía de la Universidad Carolina en Praga – donde estudió eslovaco y francés durante los años 1934 – 1938. Entre 1938 – 1939 estudió en Sorbonna, París. Durante estos estudios, conoció a Joseph Pasquier gracias a quien recibió una beca para estudiar en Francia.
Durante la Segunda Guerra Mundial trabajó como profesor de francés y eslovaco en el Instituto en Žilina y Turčianský Svatý Martin. Durante la guerra ingresó en el Partido Comunista e integró activamente en la Insurrección Nacional Eslovaca.
Al terminar la Segunda Guerra Mundial, trabajó como funcionario del Estado, redactor en varios periódicos (por ejemplo Pravda), redactor de artes en Tatran y también guionista para el cine checoslovaco en Bratislava. Después de 1948 
se dedicó a la construcción de la sociedad socialista, pero al contrario en los años 1968 – 1969, quiso para que se impusiera la democracia. Estuvo en contra 
de la ocupación de Checoslovaquia por el Ejército Rojo. Fue crítico del totalitarismo.
En 1969 obtuvo el título – Artista de Mérito. Al salir del Partido Comunista fue excluido de la Asociación de Escritores Eslovacos en 1971. Se hizo enemigo del estado porque había denunciado en público la ocupación de la Checoslovaquia por el ejército del Pacto de Varsovia. Fue perseguido por STB (la Seguridad Estatal – Štátna Bezpečnosť en eslovaco) después de haber firmado la Carta 77. 
No podía publicar y sus obras fueron retiradas de las bibliotecas. Sin embargo él mantuvo contactos con el movimiento disidente y siguió su actividad literaria publicando en samizdat. Algunas de las obras escritas en este momento fueron por ejemplo Písačky, Sám proti noci, y Listy do večnosti.

## Obra
Se dedicó a la literatura antes de la Segunda Guerra Mundial. Su primera obra – Cesty y Záchvevy duše fuera publicada en la revista Svojeť. 
Su obra está caracterizada por el superrealismo y el negativismo ideológico. 
Como la mayoría de los autores del período entre guerras, Tatarka se encarga de examinar las cuestiones existenciales y el concepto de las ilusiones perdidas. 
Sus libros no demuestran solo su experiencia personal sino también el análisis de las características de las personas y la solución de los problemas individuales y sociales. Describe habitualmente individuos solitarios, utilizando muchas figuras literarias, a menudo los mitos y las parábolas. Además de la prosa, escribió también el libro de viajes y varios ensayos especializados en la literatura. También tradujo del francés (Alfred de Musset, Guy de Maupassant, etc.) y escribió algunos guiones. 
Su estilo refleja una maestría de la lengua eslovaca. Está a caballo entre los medios de expresión clásicos e innovadores, pero sobre todo, su contribución literaria consiste en una expresión enfática, estilizada y florida.

## Premios
En 1986 en Estocolmo obtuvo el Premio de Jaroslav Seifert (trilogía Písačky).
En 1990 obtuvo el Premio Nacional de la República Eslovaca in memoriam, Medalla de Tomás Garrigue Masaryk in memoriam.
En 1996 obtuvo el Premio Estatal de Ľudovít Štúr, in memoriam.

## Obra

### Prosa
- 1935 – Cesty, prosa publicada en las revistas
- 1935 – Záchvevy duše, prosa publicada en las revistas
- 1940 – Neznáma tvár
- 1942 – V úzkosti hľadania, novela sobre la experiencia en los años treinta y cuarenta
- 1945 – Panna zázračnica, novela superrealista, expresa el desacuerdo con el régimen fascista
- 1948 – Farská republika, obra sobre el régimen totalitario en Eslovaquia
- 1950 – Ľudia a skutky, libro de los folletines
- 1950 – Prvý a druhý úder, problemática de la guerra
- 1954 – Radostník, novela sobre el comienzo de la sociedad agrícola
- 1954 – Družné letá, novela constructiva
- 1959 – Rozhovory bez konca, experiencia personal sobre la Insurrección Nacional Eslovaca
- 1962 – Naša brigáda, novela fallida
- 1963 – Prútené kreslá – búsqueda de entendimiente entre naciones (su experiencia durante los estudios en Francia)
- 1963 – Démon súhlasu, dos prosas satíricas antisocialistas
- 1968 – Proti démonom – sobre literatura y bellas artes
- Priehrada, guion que dirigió Pavol Bielik

### Literatura de samizdat
- 1986 – V ne čase, Toronto
- Písačky, trilogía
  - 1984 – Sám proti noci, Múnich
  - 1988 – Listy do večnosti, Toronto
  - 1984 – Sám proti noci, Múnich

1988 – Písačky, Colonia
1988 – Navrávačky, Colonia, libro sobre los recuerdos desde la infancia hasta la vejez
1989 – Neslovný příbeh
1995 – Hovory o kultúre a obcovaní, ensayos de reflexión y crítica
1996 – Kultúra ako obcovanie, ensayos

### Literatura después del año 1989
- 1990 - Sám proti noci, Evropský kulturní klub, Praga
- 1996 - Kultúra ako obcovanie, Médiá, Bratislava
- 1997 - V úzkosti hľadania, Tranoscius, Bratislava
- 1998 - V ne čase, Oleg Tatarka, Bratislava
- 1999 - Písačky pre milovanú Lutéciu, Labyrint, Praha
- 2009 - Prutené Kreslá , Artforum, Bratislava
- 2009 - Démon súhlasu, Artforum, Bratislava
- 2009 - Panna zázračnica, Artforum, Bratislava
- 2013 - Navrávačky, Artforum, Bratislava